# Valeria Ciavatta
Valeria Ciavatta (Borgo Maggiore, San Marino, 16 de enero de 1959) es una política sanmarinense. Fue desde el 1 de abril de 2014 hasta el 1 de octubre de 2014 por segunda vez elegida Capitán Regente de San Marino. 

## Biografía
Nacida en el municipio sanmarinense de Borgo Maggiore en el año 1959. Realizó sus estudios primarios y secundarios en su población natal. Seguidamente se trasladó a Italia, donde se licenció en Derecho por la Universidad de Urbino, con una tesis sobre el Derecho de familia. Tras finalizar sus estudios superiores, comenzó a trabajar como abogada en la Oficina de Registro de la Propiedad en la ciudad de San Marino.
En el año 1978 entró en política ingresando al Partido Demócrata Cristiano Sanmarinense (PDCS), partido en el que estuvo hasta 1990. En 1993 fue una de los miembros fundadores de la Alianza Popular y también desde ese mismo año es diputada del Consejo Grande y General de San Marino (Parlamento nacional). Entre 2001 a 2003 y entre 2012 a 2013 fue líder de Alianza Popular en el parlamento.
El día 1 de octubre de 2003 en sucesión de Pier Marino Menicucci y Giovanni Giannoni, fue elegida como Capitán Regente de San Marino junto a Giovanni Lonfernini, hasta la siguiente elección el 1 de octubre de 2004 que pasaron a ser sucedidos por Paolo Bollini y Marino Riccardi. Dos años más tarde el 27 de julio de 2006, fue nombrada Ministra del Interior hasta noviembre de 2012.
Actualmente desde el 1 de abril de 2014, en sucesión de Anna Maria Muccioli y Gian Carlo Capicchioni, ha vuelto a ocupar por consecutiva vez el cargo de Capitán Regente de San Marino junto a Luca Beccari.